# Dactylopus
Genre
Dactylopus est un genre de poissons d'eau de mer de la famille des Callionymidae, aussi appelés  dragonnets.

## Liste des espèces
Selon FishBase (9 octobre 2015) et World Register of Marine Species (9 octobre 2015):
- Dactylopus dactylopus (Valenciennes, 1837)
- Dactylopus kuiteri (Fricke, 1992)

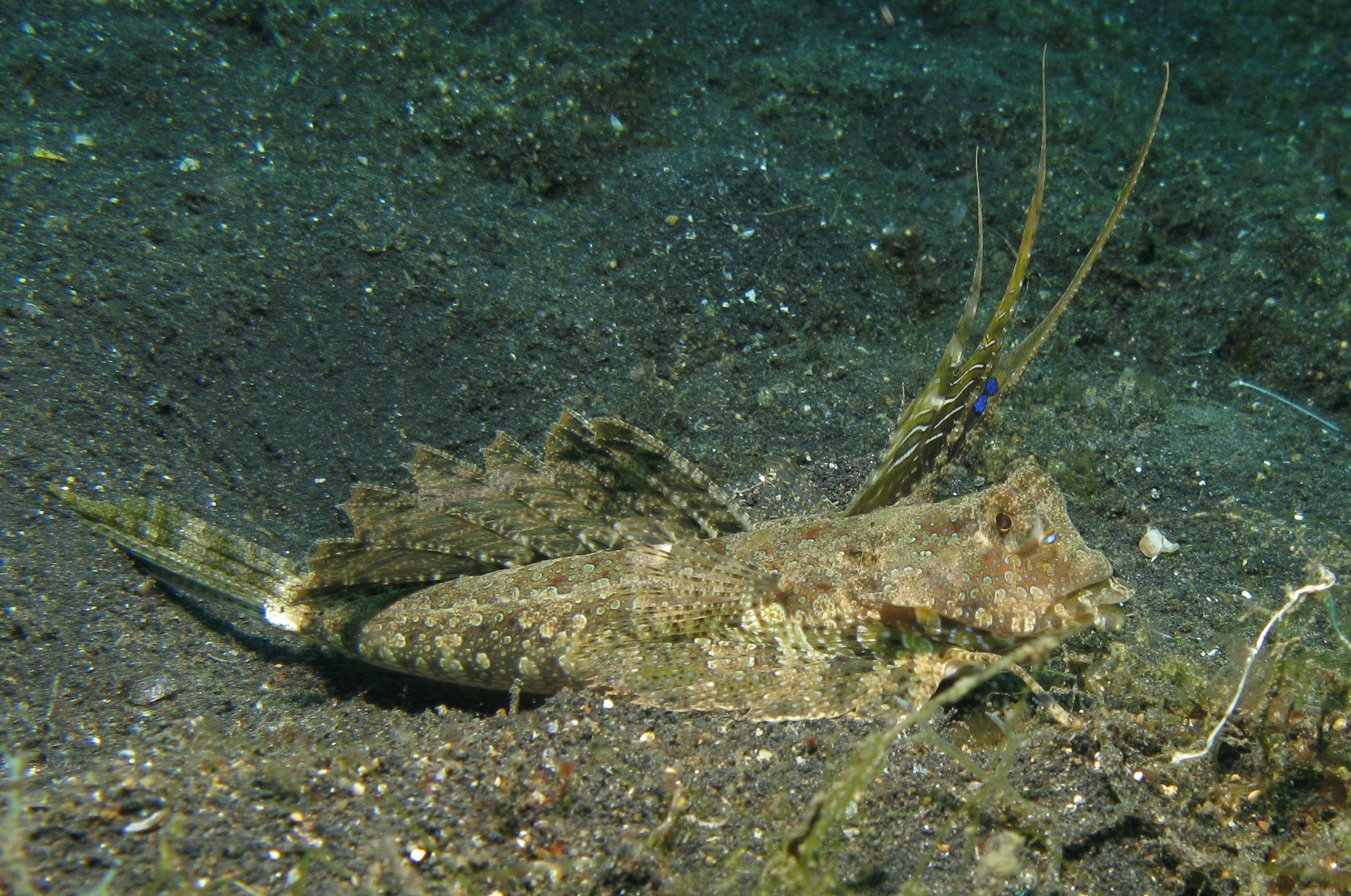
Dactylopus dactylopus
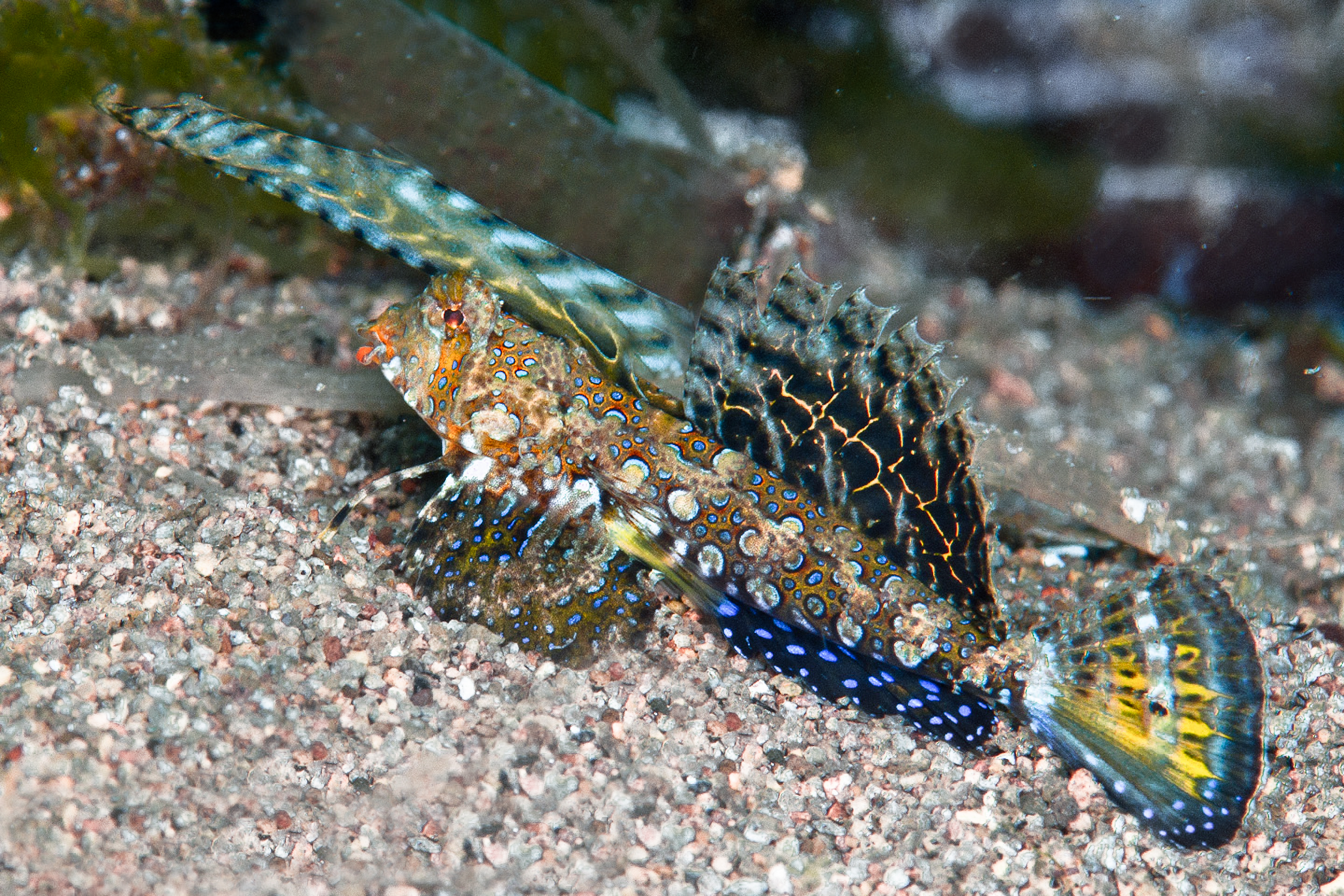
Dactylopus kuiteri